# Giselle Fernández
Giselle Fernández (Ciudad de México, 15 de mayo de 1961) es una periodista y presentadora de televisión mexicana-estadounidense. Sus apariciones en cadenas televisivas incluyen la presentación de informes y el anclaje de invitados para CBS Early Show, CBS Evening News, NBC Today, NBC Nightly News, presentadora habitual de Access Hollywood e invitada en Dancing with the Stars.

## Primeros años y educación
Fernández nació en la Ciudad de México y fue llevada al Este de Los Ángeles en los Estados Unidos a la edad de cuatro años. Su padre católico era un bailarín de flamenco, mientras que su madre judía era una estudiante de folklore mexicano. Ella asistió a la Universidad Estatal de Sacramento, donde se graduó en 1982 ganando su B.A. en periodismo y administración.

## Carrera
Su carrera en la televisión comenzó en 1983 con breves paradas en KRDO-TV en Colorado Springs, Colorado, y luego en KEYT-TV en Santa Bárbara (California). En 1985 se unió a KTLA en Los Ángeles como reportera y periodista de fin de semana. Fue recomendada a KTLA por el actor Fess Parker, que vivía en el área de Santa Bárbara y era amigo del director de noticias de KTLA en ese momento. Dos años después, Fernández se trasladó a la WBBM-TV propiedad de CBS en Chicago y en 1989 a la nueva estación de WCIX de CBS en Miami. En 1988 obtuvo una cierta polémica en Chicago cuando fue en bote con John Cappas, un traficante de drogas que buscaba las autoridades, luego lo acompañó a su arresto por agentes federales.
Ella ganó su primer trabajo de noticias nacional en octubre de 1991 para CBS News, cuando se mudó a Nueva York y se convirtió en un corresponsal y periodista de respaldo para las emisiones de noticias de la mañana, la tarde y el fin de semana. Más tarde se trasladó a la NBC, donde presentó la edición de fin de semana de Today Show y reemplazó a Brian Williams en la edición de fin de semana de NBC Nightly News, y llevó a cabo varias tareas de reportaje especial en los Estados Unidos y en otros lugares. Durante este período de cobertura nacional de noticias, Fernández informó sobre la crisis de la inmigración cubana, los disturbios en Haití, Invasión estadounidense de Panamá de 1989,  el juicio de los conspiradores del bombardeo del atentado del World Trade Center de 1993, y un ataque de misiles scud mientras cubría la Guerra del Golfo Pérsico. Fue invitada a hacer una rara entrevista a Fidel Castro, entonces presidente de Cuba.
De 1996 a 1999, Fernández fue copresentadora de Access Hollywood, un programa de noticias de entretenimiento sobre NBC. Ella luego copresentó el programa This Week in History en History. En octubre de 2001, regresó a Los Ángeles y se reincorporó a KTLA. Ella dejó esta posición en agosto de 2003 para perseguir una variedad de proyectos especiales, incluyendo hacer una película y escribir libros infantiles. En 2004, su libro titulado Gigi and the Birthday Ring  fue publicado a través de la Laredo Publishing Company.
Fernández participó como competidora en la segunda temporada de Dancing with the Stars de ABC  en enero de 2006, pero fue la tercera competidora en ser eliminada. Ella fue emparejada con el bailarín profesional Jonathan Roberts y tuvo un promedio de 23 puntos.
Ella es la presidenta de Skinny Hippo Productions, su propia productora, y es copresidenta de F Squared Productions, donde desarrolla proyectos de cine y televisión.

## Premios
Fernández ha ganado cinco Premios Emmy por periodismo. Ella es miembro de la Junta Nacional Smithsonian para Iniciativas Latinas y ha trabajado en la junta directiva del Children's Hospital Los Angeles. En 2006, fue nombrada Filántropa Excepcional del año por la Asociación de Profesionales de Recaudación de Fondos.

## Vida personal
Mientras estaba en Chicago, conoció a Ron Kershaw, quien anteriormente estuvo involucrado con Jessica Savitch. Los dos estaban comprometidos, pero Kershaw murió de cáncer de páncreas y cáncer de hígado. Un mes más tarde su padre murió de la enfermedad de Alzheimer. En 2002, se casó con el ejecutivo británico John Farrand, ex-CEO de Panavision, Inc.; se separaron en abril de 2014.